# Amphimallon nigrum
Amphimallon nigrum är en skalbaggsart som beskrevs av Joseph Waltl 1835. Amphimallon nigrum ingår i släktet Amphimallon och familjen Melolonthidae. Utöver nominatformen finns också underarten A. n. ebeninum.